# Кьерсков, Яльмар
Я́льмар Фре́дерик Кри́стиан Кье́рсков (дат. Hjalmar Frederik Christian Kjærskov, 1835—1900) — датский ботаник.

## Биография
Родился 6 августа 1835 года в Копенгагене в семье художника-пейзажиста Фредерика Кристиана Якобсена Кьерскова (1805—1891). Учился в Кристиансхавне, в 1862 году получил степень магистра наук. С 1861 года работал ассистентом в ботаническом саду Копенгагена, в 1875 году стал хранителем библиотеки.
С 1869 по 1883 год Кьерсков был главным редактором журнала Botanisk Tidsskrift.
С 1883 года Кьерсков работал инспектором Копенгагенского ботанического музея.
В 1873 году женился на Маргрете Оливии Гиндруп.
Скончался 18 марта 1900 года.
Основными направлениями научной деятельности Кьерскова были изучение представителей дербенниковых Испании, миртовых Бразилии, а также культурных форм горчицы, капусты, свёклы. Основной гербарий Кьерскова хранится в гербарии Ботанического сада Копенгагенского университета (C). Ряд образцов хранился в Берлинском ботаническом музее (B).

## Некоторые научные работы
- Kiaerskou, Hj. Enumeratio myrtacearum brasiliensium. — Hauniae, 1893. — 199 p.

## Некоторые виды, названные в честь Я. Кьерскова
- Calyptranthes kiaerskovii Krug & Urb., 1898
- Paramitranthes kiaerskoviana Burret, 1941 ≡ Siphoneugena kiaerskoviana (Burret) Kausel, 1967